# وارتگس گنونی
وارتگس تسولاکی گنونی (Վարդգես Ցոլակի Գնունի؛ زادهٔ ۲۶ ژوئیهٔ ۱۹۳۶ - درگذشته ۱۰ اوت ۲۰۰۵) یک سیاستمدار اهل ارمنستان بود که از تاریخ ۱۹۹۱ تا تاریخ ۱۹۹۵ در  دولت گاگیک هاروتیونیان، دولت خسرو هاروتیونیان و دولت هراند باگراتیان سمت رئیس کمیته دولتی علوم و آموزش عالی ارمنستان را برعهده داشت.

## زندگی‌نامه
در ۲۶ ژوئیهٔ ۱۹۳۶ در ایروان به دنیا آمد و از دانشگاه پلی‌تکنیک ارمنستان فارغ‌التحصیل شد.  گنونی در ۱۰ اوت ۲۰۰۵ در ایروان در سن ۸۲ سالگی درگذشت.